# Автоматна сталь
Автома́тна ста́ль (англ. free machining steel) — конструкційна сталь з підвищеним вмістом сірки (0,08…0,20%) і нерідко фосфору (0,06…0,15%), що призначена для обробки на металорізальних верстатах-автоматах.

## Склад та маркування
Під час обробки різанням багатих сіркою і фосфором сталей утворюється коротка і ламка стружка, умови різання полегшуються, тому що стружка легко відділяється, усувається налипання оброблюваного матеріалу на різальний інструмент. Поверхня оброблюваної деталі отримується гладкою, що особливо важливо для деталей з дрібною нарізюю (болтів, гайок, гвинтів тощо). Стійкість різального інструменту під час обробки автоматних сталей підвищується, а швидкість різання допускається більша, а ніж при обробці звичайних вуглецевих сталей.
Автоматні сталі мають маркування літерою А (автоматна) і цифрами, які показують середній вміст вуглецю в сотих долях процента. Для покращення оброблюваності різанням в автоматні сталі вводять також свинець в кількості 0,15…0,30% .
Окрім вуглецевих випускають також леговані автоматні сталі. Легуючі елементи (марганець, хром, нікель та ін.) підвищують міцність і ударну в'язкість сталей в термічно обробленому (загартування із високим відпуском) стані. Однак легування погіршує їх оброблюваність різанням, тому як автоматні використовуються лише низьколеговані сталі.

## Використання
Автоматні сталі А12, А20 з підвищеним вмістом сірки і фосфору використовуються для виготовлення на верстатах-автоматах малонавантажених деталей (болти, гвинти, гайки, дрібні деталі швейних, текстильних та інших машин). Зносостійкість таких деталей може бути підвищена цементацією та гартуванням.
Сталі А30 та А40Г призначені для деталей, що зазнають більших навантажень.
У автоматних сталей, що містять свинець (марки: АС11, АС40), підвищується стійкість різального інструменту до 3-х разів і швидкість різання на 25…50%.
Леговані хромисті і хромонікелеві сталі з додаванням свинцю і кальцію (АЦ45Г2, АСЦ30ХМ, АС20ХГНМ) використовуються для виготовлення навантажених деталей в автомобіле- і тракторобудуванні.
Для усунення ліквації сірки автоматні сталі піддають дифузійному відпалу за температури 1100…1150 °C.

## Виробництво
Автоматні сталі виробляють у вигляді прокату звичайної точності, каліброваних прутків з круглим або шестигранним перерізом та круглого прокату із спеціальною обробкою поверхні.